# Сквер имени Богдана Хмельницкого (Чернигов)
Сквер имени Богдана Хмельницкого (укр. Сквер імені Богдана Хмельницького) — сквер, расположенный в центре Чернигова на территории Деснянского района. Сквер назван в честь государственного деятеля Богдана Хмельницкого. Площадь — 3,03 га.

## История
После Великой Отечественной войны, на месте руин по правой стороне улицы Свердлова от площади Куйбышева до улицы Фрунзе в 1956 году был разбит сквер имени Богдана Хмельницкого.
В 2011 году Черниговский горсовет выделил средства для реконструкции сквера (по плану разработанному в 2005 году), которая должна быть завершена к Евро-2012. Общая стоимость проекта — 7,5 млн гривен. Но проект реконструкции в полном объёме не был реализован.
В мае 2017 года на 180 градусов развернули памятник Богдану Хмельницкому — лицом на церковь, театр и центральную площадь Чернигова. Сам монумент обновили и покрасили в темно-золотистый цвет.
22 сентября 2017 года сквер был вновь открыт после реконструкции. Бюджет реконструкции сквера — 15,5 млн гривен.

## Описание
Расположен на территории Предградья между улицами Гетмана Полуботка, Шевченко, Мстиславской и Красной площадью. На территории сквера расположены памятник архитектуры национального значения Пятницкая церковь (12 век, охранный № 815) — участок историко-архитектурного заповедника «Чернигов древний» и памятник монументального искусства местного значения памятник Богдану Хмельницкому (1956 год, охранный № 66).
Сквер имеет форму неправильного прямоугольника. Аллеи сквера покрыты асфальтом. В сквере есть два маленьких и один большой фонтаны.
Абсолютные высоты колеблются в пределах 121-129 м над уровнем моря. 
Транспорт: троллейбус № 1, 2, автобус/марш. такси № 27, 38, 39, 44 — остановки улица Полуботка и улица Шевченко, а также облмуздрам театр и улица Пятницкая.

## Природа
Формирование бульвара, как и других послевоенных парковых территорий, связано со значительным ассортиментом древесных растений из рассадника Черниговского областного ботанического сада, совхоза «Деснянский» и КП «Зеленбуд». Парковая территория выступает как очаг генофонда дендрофлоры и является одним из центров рекреационной деятельности — здесь наблюдается влияние регулированной рекреации.
Здесь насчитывается 38 видов растений, в том числе 10 местных видов, из 18 семейств и 27 родов. В 2020 году высажены кусты, например, дерен белый элегантиссима декоративный, кизильник Даммера, а также деревья вида магнолия звёздчатая (Magnolia stellata). 
Ассортимент будущего сквера, как и других парковых территорий города послевоенного периода, создавался силами Черниговского ботанического сада, совхоза «Деснянский» и КП «Зеленбуд».